# ایتالگس
ایتالگس (انگلیسی: Italgas) شرکت توزیع گاز ایتالیایی است، که در سال ۱۸۳۷ تأسیس شد.